# Alforque
Alforque est une commune d’Espagne, dans la province de Saragosse, communauté autonome d'Aragon comarque de Ribera Baja del Ebro.

## Géographie

### Hydrographie
La commune est située dans le bassin de l'Ebre.

## Administration et politique

### Maires de la commune
Antonio Catalàn Giménez a été maire de la commune de 1979 à 2019. D'abord au parti Union du centre démocratique (UCD) puis au Parti aragonais (PAR), il rejoint finalement le Parti socialiste ouvrier espagnol (PSOE).
Alberto Garcia Giménez est le nouveau maire de la commune depuis 2019 élu sous l'étiquette Parti populaire (PP)

## Personnalités
José Miguel Elías Galindo, cycliste ayant participé au Tour d'Espagne "la Vuelta".

## Fêtes
A la Saint-Fabien (San Fabian) et Saint-Sébastien (San Sebastian) fêtés le 20 janvier, une fête communale est organisée au cours de laquelle un bûcher de 8 m est érigé sur la place centrale du village pour être embrasée à la tombée de la nuit. Ce feu de joie, appelé "hoguera" est représenté sur les armoiries de la commune.